# Unité urbaine de Port-Sainte-Marie
L'unité urbaine de Port-Sainte-Marie est une unité urbaine française centrée sur la commune de Port-Sainte-Marie, dans le département de Lot-et-Garonne en région Nouvelle-Aquitaine.

## Données générales
Dans le nouveau zonage réalisé par l'Insee en 2020, elle est composée de deux communes.
Dans le zonage précédent réalisé en 2010, ces deux communes ne constituaient pas une unité urbaine.
En 2022, avec 2 305 habitants, elle représente la 12e unité urbaine du département de Lot-et-Garonne.

## Composition de l'unité urbaine en 2020
Elle est composée des deux communes suivantes :
| Nom                              | Code Insee | Département    | Statut       | Superficie (km2) | Population (dernière pop. légale) | Densité (hab./km2) | Modifier                                    |
| -------------------------------- | ---------- | -------------- | ------------ | ---------------- | --------------------------------- | ------------------ | ------------------------------------------- |
| Port-Sainte-Marie (ville-centre) | 47210      | Lot-et-Garonne | ville-centre | 18,94            | 1 846 (2022)                      | 97                 | modifier les données · modifier les données |
| Saint-Laurent                    | 47249      | Lot-et-Garonne | banlieue     | 4,40             | 459 (2022)                        | 104                | modifier les données · modifier les données |

## Évolution démographique
| 1968  | 1975  | 1982  | 1990  | 1999  | 2008  | 2013  | 2019  |
| ----- | ----- | ----- | ----- | ----- | ----- | ----- | ----- |
| 2 398 | 2 379 | 2 335 | 2 365 | 2 249 | 2 427 | 2 438 | 2 369 |

#### Données générales
- Unité urbaine
- Aire d'attraction d'une ville
- Aire urbaine (France)
- Liste des unités urbaines de France

#### Données démographiques en rapport avec l'unité urbaine de Port-Sainte-Marie
- Aire d'attraction d'Agen
- Arrondissement d'Agen
- Arrondissement de Nérac

#### Données démographiques en rapport avec le Lot-et-Garonne
- Démographie du Lot-et-Garonne